# Galt (Californië)
Galt is een plaats (city) in de Amerikaanse staat Californië, en valt bestuurlijk gezien onder Sacramento County.

## Demografie
Bij de volkstelling in 2000 werd het aantal inwoners vastgesteld op 19.472.
In 2006 is het aantal inwoners door het United States Census Bureau geschat op 23.396, een stijging van 3924 (20,2%).

## Geografie
Volgens het United States Census Bureau beslaat de plaats een oppervlakte van
15,2 km², geheel bestaande uit land. Galt ligt op ongeveer 16 m boven zeeniveau.

## Plaatsen in de nabije omgeving
De onderstaande figuur toont nabijgelegen plaatsen in een straal van 24 km rond Galt.